# 다니엘 틸레누스
다니엘 틸레누스(1563년 2월 4일 ~ 1633년 8월 1일)는 개신교 신학자이다.
폴란드의 실레시아(영어: Silésie)에서 태어나 파리에서 생을 마감한다.

## 전기
그는 조지 틸레누스(Georges Tilenus)와와 마르테 루벨리앙(Marthe Lubelian)의 아들이다.
실레시아에서 학업을 마친 후에, 그는 1590년 경에 프랑스로 왔다. 그는 처음으로 일을 하게 되는데, 로쉬포세이아의 아들(1611년에 푸와티에의 대주교가 되는)의 가정교사였다.
그는 에브뢰의 주교인 자크 다비 뒤 뻬홍(Jacques Davy du Perron)과 함께 1597년에 파리에서 사도적 전통에 관한 강의를 출판함으로써 이름이 알려졌다.
1599년 틸레누스는 세당(Sedan)에 신학 교수이자 목회자로서 부름을 받았다. 1602년 세당 아카데미가 설립될 때, 설립자 부이용 공작인 앙리 들라 뚜흐는 틸레누스를 신뢰하여 신학 교수의 직무와 아카데미의 자문을 맡겼다. 부이용 공작은 틸레누스에게 그의 작은 아들 앙리, 후에 튜렌이 되는, 의 교육을 맡겼다..
1605년 틸레누스는 세당 교회의 목사들과 함께 협력하여 로마 신앙으로의 개종을 막기 위해 라발(Laval) 공작에게 8개의 항으로 구성된 신조를 보냈다. 그 후 프히스땅 드 빌롱그((Tristan de Villelongue)는 8항의 신조에 답변을 했다.
1609년 네덜란드 개혁교회는 알미니안주의(Arminianisme)와 고마루스주의(Gomarisme) 사이의 논쟁으로 인해 흔들렸다. 틸레누스는 결국 후자에 대항하여 전자의 입장을 취한다. 도르트레흐트 총회(1618-1619)가 끝나고, 도르트 신경이 적용된 후에, 그는 개혁교회에서 비주류가 된다. 가장 강경한 칼빈주의자들은 그를 뒤쫓아서 세당까지 왔고, 그는 1619년 한겨울 파리로 가기 위해 떠났다.
틸레누스는 1620년 4월 24일부터 28일까지 존 카메홍(John Cameron)과 떼오필 브하쉐 들라 밀티에흐(Théophile Brachet de La Milletière)와 루이 까펠(Louis Cappel)과 함께 오를레앙 근교 샤또 드 릴château de l'Isle)에서 또 한번 논쟁에 참여한다.
틸레누스는 1620년 12월 라호쉘 총회에 모인 개신교 공화당원들의 뜨거운 열기를 진정시키도록 부이용 공작에 의해서 위임받았다.

그는 칼뱅주의(개혁주의)에 대해 겁을 먹은 것 같이 보인다. 레오 아흐마낙(Léo Armagnac)은 그의 발언을 인용한다. [험지(Ramsay)는 틸레누스를 '관용적인 칼뱅주의자'로 여긴다. 틸레누스는 매우 지나친 칼뱅주의자이면서 매우 지나친 관용주의자였다. 틸레누스는 말한다. "만약 내가 무슬림이나 칼뱅주의자 중에 어느 하나를 불가피하게 선택해야 한다면, 나는 차라리 무슬림이 되고 싶다. 왜냐하면 그래도 무슬림은 선하시고 자비하신 하나님을 경배하는 반면, 칼뱅주의자들은 우리에게 확고한 의지를 가지고 당신의 피조물들을 지옥에 떨어뜨리는 냉혹하고 비정한 하나님을 제시하기 때문이다."] 